# Piotr Uklański
Piotr Uklański (Varsavia, 1968) è un artista polacco naturalizzato statunitense.
Artista eclettico e provocatorio, Uklanski ha esposto le sue installazioni nelle gallerie e nei musei di tutto il mondo.

## Biografia
Uklański nacque e visse a Varsavia, e si laureò presso la locale Accademia di belle arti. In seguito si trasferì a New York, studiò alla Cooper Union, e conseguì un master in belle arti nel 1995. In una sua dichiarazione, l'artista spiega come, quando giunse a New York per la prima volta, si interessò alla fotografia:
Una delle opere più conosciute di Uklański è Dance Floor, che venne installata nel 1996 presso il Solomon R. Guggenheim Museum. Si trattava di una pista da ballo in vetro e alluminio dotata di un sistema audio e LED controllato da un computer. La piattaforma trasmetteva musica e venne concepita affinché gli spettatori vi ballassero e interagissero tra loro. Uklański voleva far sentire a proprio agio i visitatori che ne usufruivano.
The Joy of Photography era una mostra di Uklański perdurata dal 1997 al 2007 nel Metropolitan Museum of Art, e che prende il nome da un manuale della Kodak del 1979. I vari soggetti fotografici che la compongono "esplorano i cliché della fotografia popolare usando i soggetti kitsch ed effetti triti e ritriti" per "esprimere dei giudizi spiritosi, da un punto di vista tutto europeo, sul come gli americani affrontano anche i loro momenti di piacere come se fossero forme di lavoro e di auto-miglioramento".
Nel corso della sua rassegna The Nazis, tenuta alla Photographers' Gallery nel 1998, l'artista espose 164 fotografie a colori di attori vestiti come i personaggi nazisti dei film in un modo simile a quello di Marilyn Monroe (Marilyn) (1967) di Andy Warhol. Stando alle sue parole, Uklański voleva criticare la cultura di massa, che sarebbe capace di distorcere in un'ottica positiva i nazionalsocialisti. Nonostante questa premessa polemica, The Nazis fu oggetto di molte critiche, e varie opere esposte vennero distrutte. Pertanto, si decise di chiudere la mostra al pubblico.
Del 2004 è Untitled (Joannes Paulus PP. II Karol Wojtyla), una ripresa fotografica aerea di numerosi corpi umani che compongono il volto di profilo di Papa Giovanni Paolo II.
Nel 2006, l'artista debuttò nel mondo del cinema con il lungometraggio Summer Love: The First Polish Western.
Nella sua mostra Fatal Attraction: Piotr Uklański Photographs, tenuta nel 2015 presso il Metropolitan Museum of Art, Uklanski espose delle opere dai connotati disturbanti sulla dicotomia di vita e morte di Freud, e il fascino esercitato da ciò che è repellente.
Nel corso della sua carriera, l'artista ha realizzato anche opere dichiaratamente politiche come quelle della serie Bialo-Czerwona, con sculture a forma di pugno chiuso e tele macchiate di sangue.

## Stile e tecnica

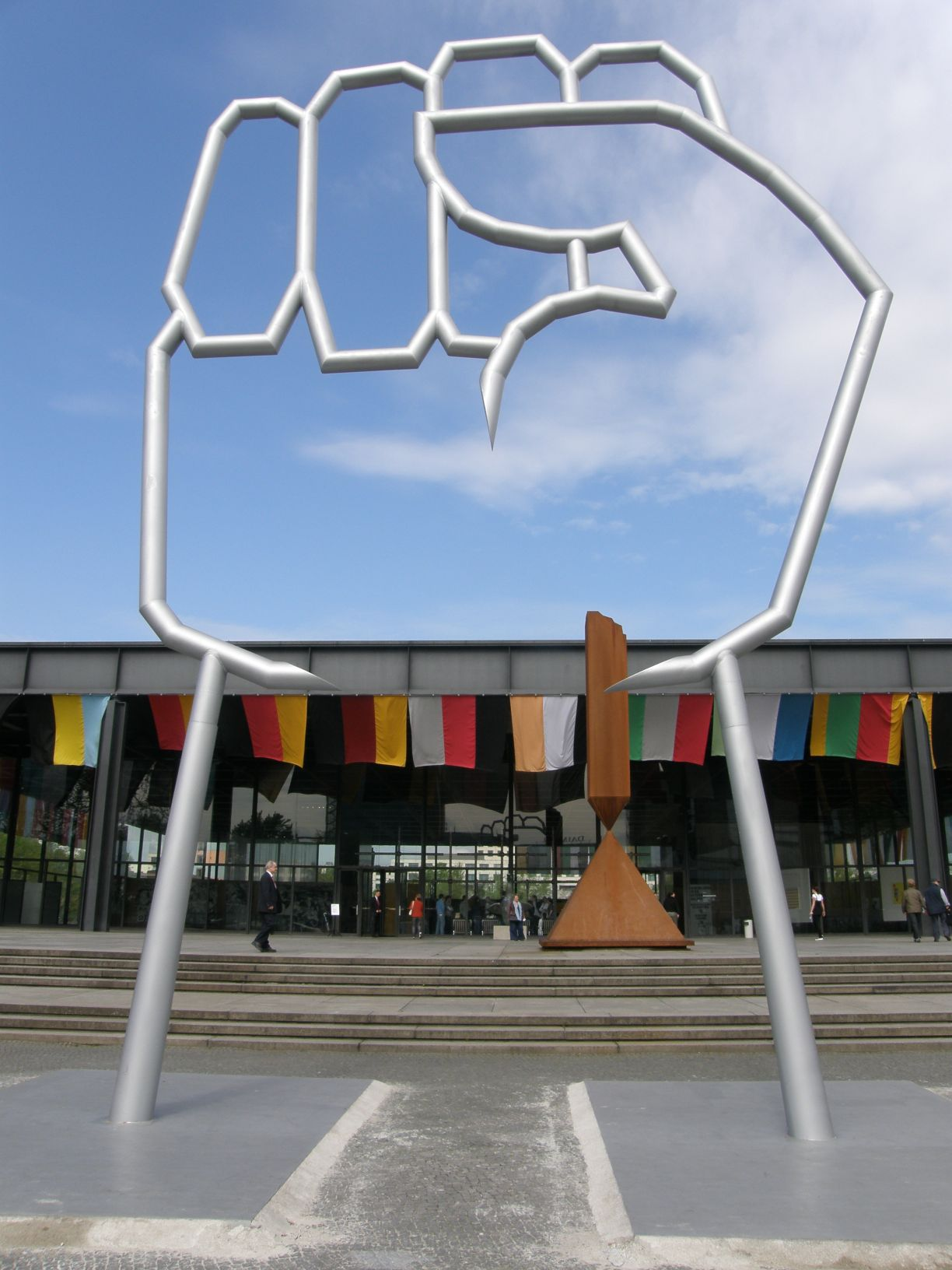
Untitled (Fist) installata di fronte alla Neue Nationalgalerie di Berlino

Benché il mezzo prediletto di Uklański sia la fotografia, egli utilizza materiali molto diversi fra loro e non convenzionali, che vengono talvolta fatti coesistere nelle stesse opere, fra cui la resina, il lino, le fibre tessili, l'alluminio, i trucioli di matita, la grafite colorata e la ceramica. Oltre alle fotografie, le opere che egli crea sfruttando suddetti mezzi includono dipinti, collage, opere di fiber art, installazioni, cartelloni pubblicitari e graffiti. I temi trattati dall'artista polacco, che sono spesso scottanti e a volte trattati con velata ironia, includono la morte, il sesso, il modo in cui la politica si intreccia nella società e nei media, e l'oppressione del regime sovietico in Polonia.

## Vita privata
Uklański  è sposato con la curatrice d'arte Alison Gingeras, che compare anche in una delle fotografie esposte nel corso della mostra Fatal Attraction: Piotr Uklanski Photographs (2015).